# Artur Mikołajczewski
Artur Mikołajczewski  (ur. 27 czerwca 1990 w Kruszwicy) – polski wioślarz, mistrz świata, srebrny medalista mistrzostw Europy, dwukrotny uczestnik Letnich Igrzysk Olimpijskich: Rio 2016 oraz Tokio 2020. Zawodnik reprezentujący klub KW Gopło Kruszwica.
W roku 2018 został mistrzem świata na ergometrze wioślarskim w kategorii lekkiej mężczyzn.

## Igrzyska olimpijskie
Na igrzyskach zadebiutował w 2016 roku w Rio de Janeiro, biorąc udział w zawodach dwójek podwójnych wagi lekkiej razem z Miłoszem Jankowskim. W eliminacjach zajęli drugie miejsce gwarantujące miejsce w półfinale. Po zajęciu trzeciego miejsca w półfinale awansowali do finału, gdzie zajęli ostatnią, szóstą pozycję.
W 2021r. ponownie wystartował w dwójce podwójnej wagi lekkiej, tym razem z kolegą klubowym Jerzym Kowalskim. W półfinale przy niesprzyjających warunkach przypłynęli na 4 pozycji nie awansując do finału A. W finale B zajęli 2. miejsce ostatecznie zajmując 8 pozycje podczas Igrzysk. 

## Puchar Świata
- 1. miejsce (Eton 2013, Poznań 2017, Lucerna 2017)
- 2. miejsce (Płowdiw 2019, Poznań 2019)
- 3. miejsce (Bled 2015)

## Wyniki
| Rok  | Zawody                 | Miejsce            | Konkurencja                             | Czas                     | Pozycja     |
| ---- | ---------------------- | ------------------ | --------------------------------------- | ------------------------ | ----------- |
| 2009 | Mistrzostwa świata U23 | Račice             | Dwójka podwójna wagi lekkiej            | Finał C: 6:31,67         | 14. miejsce |
| 2010 | Mistrzostwa świata U23 | Brześć             | Czwórka podwójna wagi lekkiej           | Finał B: 6:37,20         | 11. miejsce |
| 2011 | Mistrzostwa świata     | Bled               | Czwórka podwójna wagi lekkiej           | Repasaż: Nie wystartował | –           |
| 2012 | Mistrzostwa świata U23 | Troki              | Dwójka podwójna wagi lekkiej            | Finał A: 6:47,71         | 2. miejsce  |
| 2012 | Mistrzostwa świata     | Płowdiw            | Czwórka podwójna wagi lekkiej           | Finał A: 5:55,03         | 1. miejsce  |
| 2012 | Mistrzostwa Europy     | Varese             | Dwójka podwójna wagi lekkiej            | Finał B: 6:36,62         | 10. miejsce |
| 2013 | Mistrzostwa Europy     | Sewilla            | Dwójka podwójna wagi lekkiej            | Finał B: 6:56,04         | 7. miejsce  |
| 2013 | Mistrzostwa świata     | Chungju            | Dwójka podwójna wagi lekkiej            | Finał B: 6:35,33         | 8. miejsce  |
| 2014 | Mistrzostwa Europy     | Belgrad            | Dwójka podwójna wagi lekkiej            | Finał B: 6:18,31         | 8. miejsce  |
| 2015 | Mistrzostwa Europy     | Poznań             | Dwójka podwójna wagi lekkiej            | Finał C: 6:34,42         | 14. miejsce |
| 2015 | Mistrzostwa świata     | Lac d’Aiguebelette | Dwójka podwójna wagi lekkiej            | Finał B: 6:20,25         | 7. miejsce  |
| 2016 | Mistrzostwa Europy     | Brandenburg        | Dwójka podwójna wagi lekkiej            | Finał A: 7:05,36         | 4. miejsce  |
| 2016 | Igrzyska olimpijskie   | Rio de Janeiro     | Dwójka podwójna wagi lekkiej            | Finał A: 6:42,00         | 6. miejsce  |
| 2017 | Mistrzostwa Europy     | Račice             | Jedynka wagi lekkiej                    | Finał A: 6:57,04         | 5. miejsce  |
| 2017 | Mistrzostwa świata     | Sarasota           | Jedynka wagi lekkiej                    | Finał B: Nie wystartował | 6. miejsce  |
| 2017 | World Games            | Wrocław            | Ergometr wioślarski, waga lekka, 2000 m | Finał                    | 1. miejsce  |
| 2019 | Mistrzostwa Europy     | Lucerna            | Jedynka wagi lekkiej                    | Finał A: 6:58,98         | 2. miejsce  |
| 2019 | Mistrzostwa świata     | Ottensheim         | Dwójka podwójna wagi lekkiej            | Finał A: 6:49,86         | 6. miejsce  |
| 2020 | Mistrzostwa Europy     | Poznań             | Dwójka podwójna wagi lekkiej            | Finał A: 6:27,25         | 4. miejsce  |
| 2021 | Mistrzostwa Europy     | Varese             | Jedynka wagi lekkiej                    | Finał A: 07:03.83        | 3. miejsce  |